# Parete manovrabile
Una parete manovrabile è un tipo di parete scorrevole costituita da elementi indipendenti tra loro e che possono essere movimentati singolarmente. 
Questa caratteristica permette la creazione di sviluppi molto variati: pareti di forma curva, di forma spezzata od ondulata, incrocianti tra loro, ecc. È inoltre possibile una grande flessibilità: i percorsi possono essere indefinitamente lunghi, sono possibili percorsi alternativi per gli stessi elementi, una parete può essere spostata a chiudere più luci alternative, ecc.

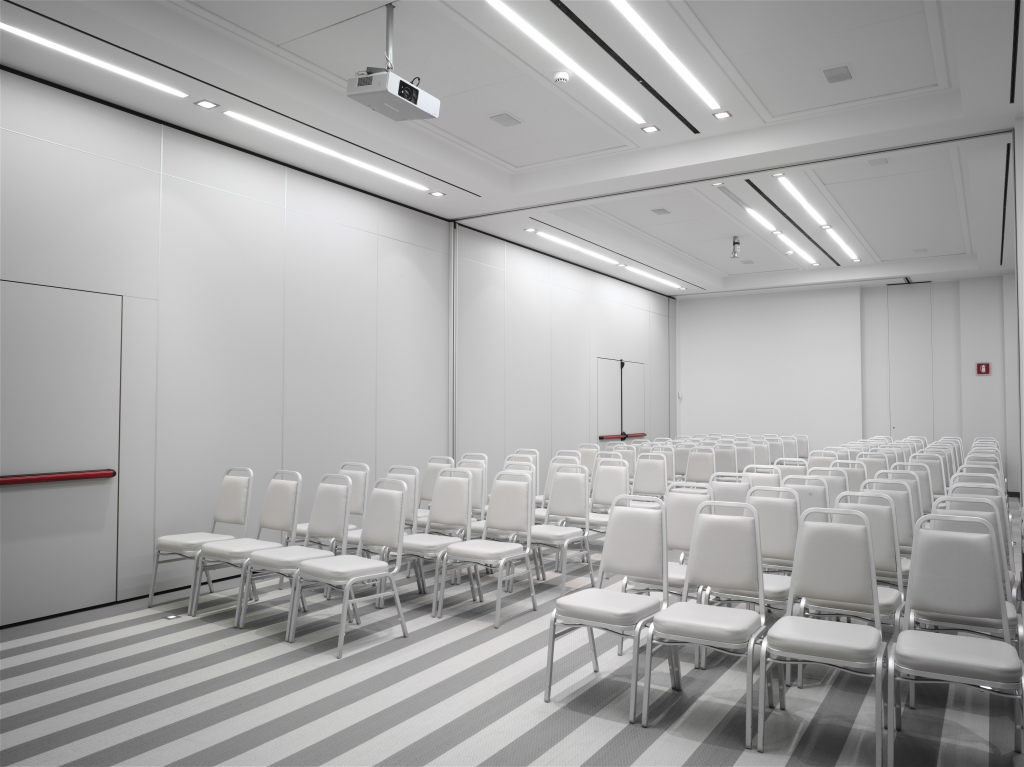
Parete manovrabile estesa

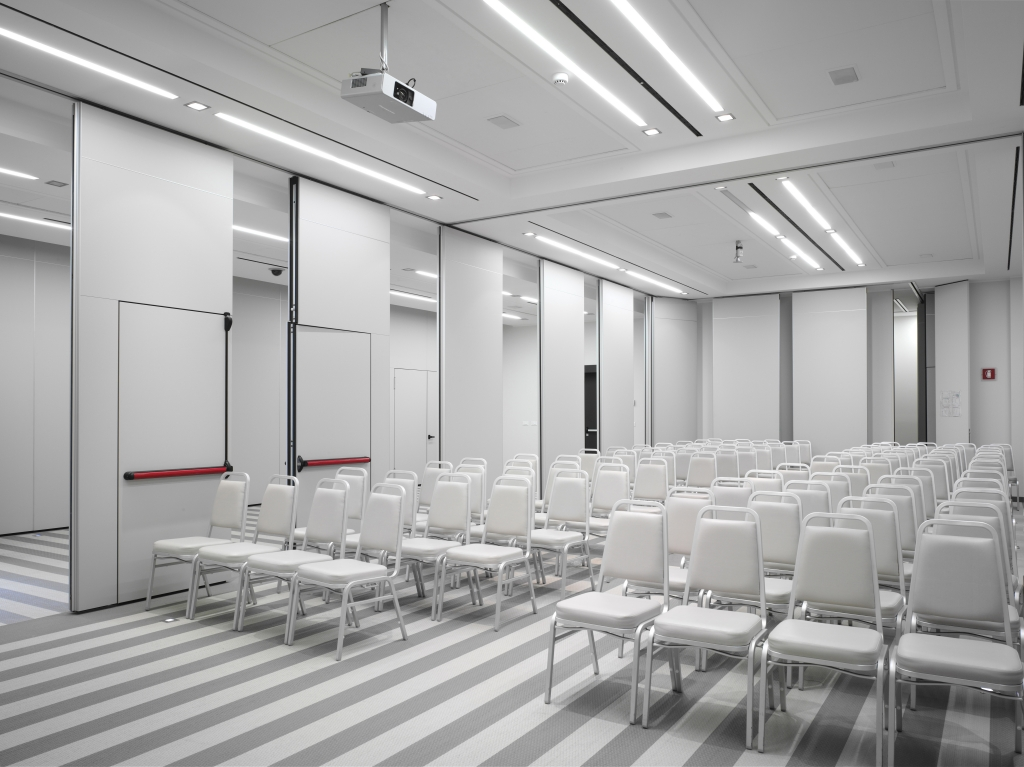
Parete manovrabile in movimento

A differenza delle pareti pieghevoli, solitamente gli elementi costituenti sono appesi su una guida fissata al soffitto e non sono presenti guide a pavimento.
La tipologia più semplice prevede una zona di opera (la luce da chiudere), una o più zone di impacchettamento o di raccolta ed un percorso variamente articolato che le collega. Per questa ragione queste pareti vengono anche chiamate impacchettabili o impilabili (stacking partitions). Più comunemente vengono chiamate pareti manovrabili (operable partitions) perché vengono “manovrate” lungo i propri percorsi dall'utilizzatore e perché solitamente ciascun elemento presenta dei meccanismi interni che devono essere azionati per ottenere un bloccaggio a pavimento e/o a soffitto quando raggiunta la posizione di opera.
A seconda della modalità di azionamento di questo bloccaggio vengono distinte in:
- pareti ad azionamento manuale: la parete è posizionata ed azionata elemento per elemento dall'utilizzatore
- pareti ad azionamento semiautomatico: la parete è posizionata elemento per elemento dall'utilizzatore, mentre l'azionamento è automatico
- pareti ad azionamento automatico: posizionamento ed azionamento sono automatici

ad una maggiore automazione può corrispondere una minore flessibilità (ad esempio gli sviluppi possono essere più vincolati oppure possono essere necessarie guide a pavimento).

## Caratteristiche
Le pareti manovrabili condividono molte caratteristiche con le pareti tradizionali:
- possono costituire sia tamponamenti che tramezzi
- possono essere cieche o vetrate
- possono avere aperture come porte o finestre
- possono alloggiare impianti elettrici
- possono costituire separazioni isolate acusticamente
- possono costituire separazioni isolate termicamente e/o all'irraggiamento solare
- possono costituire separazioni resistenti al fuoco